# Рокочий Олексій Олексійович (молодший)
Олексі́й Олексі́йович Рокочий — український спортсмен-пауерліфтер, чемпіон світу, член збірної команди України з пауерліфтингу.

## З життєпису
Його батько — Рокочий Олексій Олексійович — заслужений тренер України, майстер спорту України міжнародного класу.
2002 року закінчив Харківську державну академію фізичної культури.
Тренувався у Віктора Шепотька та рідного батька — Олексія Рокочого.
З 2009 року працює тренером-викладачем з пауерліфтингу в дитячо-юнацькій спортивній школі міста Лиман.

## Спортивні досягнення
- бронзовий призер Чемпіонату Європи серед юніорів 1998 року,
- чемпіон світу 1999 року з пауерліфтингу серед юніорів,
- чемпіон світу 2001 року з пауерліфтингу серед юніорів,
- чемпіон світу 2002 року,
- срібний призер Чемпіонату Європи серед юніорів 2002 року,
- чемпіон Європи з пауерліфтингу 2003 року серед юніорів,
- чемпіон світу 2008 року,
- у травні 2012 року в Маріуполі на Чемпіонаті Європи здобув три золоті медалі — у присіданні (405 кг), становій тязі (362,5 кг), сумі триборства (1042,5 кг),
- чемпіон світу 2013 року,
- срібний призер чемпіонату світу 2014 року.
- чемпіон Європи з пауерліфтингу 2016 року
- бронзовий призер чемпіонату світу 2016 року.
- чемпіон Всесвітніх ігор — 2017 у Вроцлаві

Встановив 2 рекорди Європи серед дорослих, 2 рекорди світу і Європи серед юніорів, понад 30 рекордів України серед дорослих, визнавався Європейською федерацією пауерліфтингу кращим спортсменом 2016 року.